# Excelsior Schoelcher
El Excelsior Schoelcher es un equipo de fútbol de Martinica que juega en la Promoción de Honor de Martinica, la segunda liga de fútbol más importante del territorio.

## Historia
Fue fundado en el año 1911 en la capital Fort de France y han sido campeones de la Liga de Fútbol de Martinica en 2 ocasiones, ambas en la década de los años 1980s y de manera consecutiva. También han participado en la Copa de Francia en 1 ocasión en 1985.
A nivel internacional han participado en 2 torneos continentales, en los cuales su mejor participación ha sido en la Copa de Campeones de la Concacaf 1988, en la cual fueron eliminados en las semifinales de la zona caribeña.

## Palmarés
- Campeonato Nacional de Martinica: 2

1987/88, 1988/89
- Clasificatoria a la Copa de Francia: 1

1984

## Participación en competiciones de la Concacaf
- Copa de Campeones de la Concacaf: 2 apariciones

1988: semifinales zona caribeña
1990: segunda ronda caribeña

## El equipo en la estructura del fútbol francés
| Temporada | Torneo          | Ronda | Club        | Resultado |
| --------- | --------------- | ----- | ----------- | --------- |
| 1985      | Copa de Francia | 1     | AS Beauvais | 1-2       |